# ليو هندريكس
ليو هندريكس (بالهولندية: Leo Hendriks)‏ هو لاعب دارت هولندي، ولد في 12 يوليو 1983 في لاهاي في هولندا.

## وصلات خارجية
- ليو هندريكس على موقع DartsDatabase.co.uk (الإنجليزية)